# 马宰
马宰（法語：Mazaye，亦作，法語發音：[mazaj]）是法国多姆山省的一个市镇，属于克莱蒙费朗区。该市镇总面积21.73平方公里，2009年时的人口为684人。

## 人口
马宰人口变化图示